# Manchester University Press
Manchester University Press (MUP) és l'editorial universitària de la Universitat de Manchester (Regne Unit). Es dedica a la publicació de llibres i revistes acadèmiques.

## Publicació
Manchester University Press publica monografies i llibres per a l'ensenyament acadèmic universitari. Publica uns 140 llibres nous a l'any i 6 revistes.
Els llibres de MUP són comercialitzats i distribuïts per Oxford University Press als Estats Units i el Canadà i Footprint Books a Austràlia. Tots els altres territoris globals estan coberts des de Manchester mateix. Alguns dels seus llibres foren publicats anteriorment als Estats Units per Barnes & Noble, de Nova York. Més tard, establí una oficina a Nou Hampshire.

### Accés obert
Manchester University Press ha participat activament en publicacions d'accés obert durant anys. És una de les tretze editorials que participaren en el pilot Knowledge Unlatched, un enfocament de consorci bibliotecari global per a finançar llibres d'accés obert.

## Història

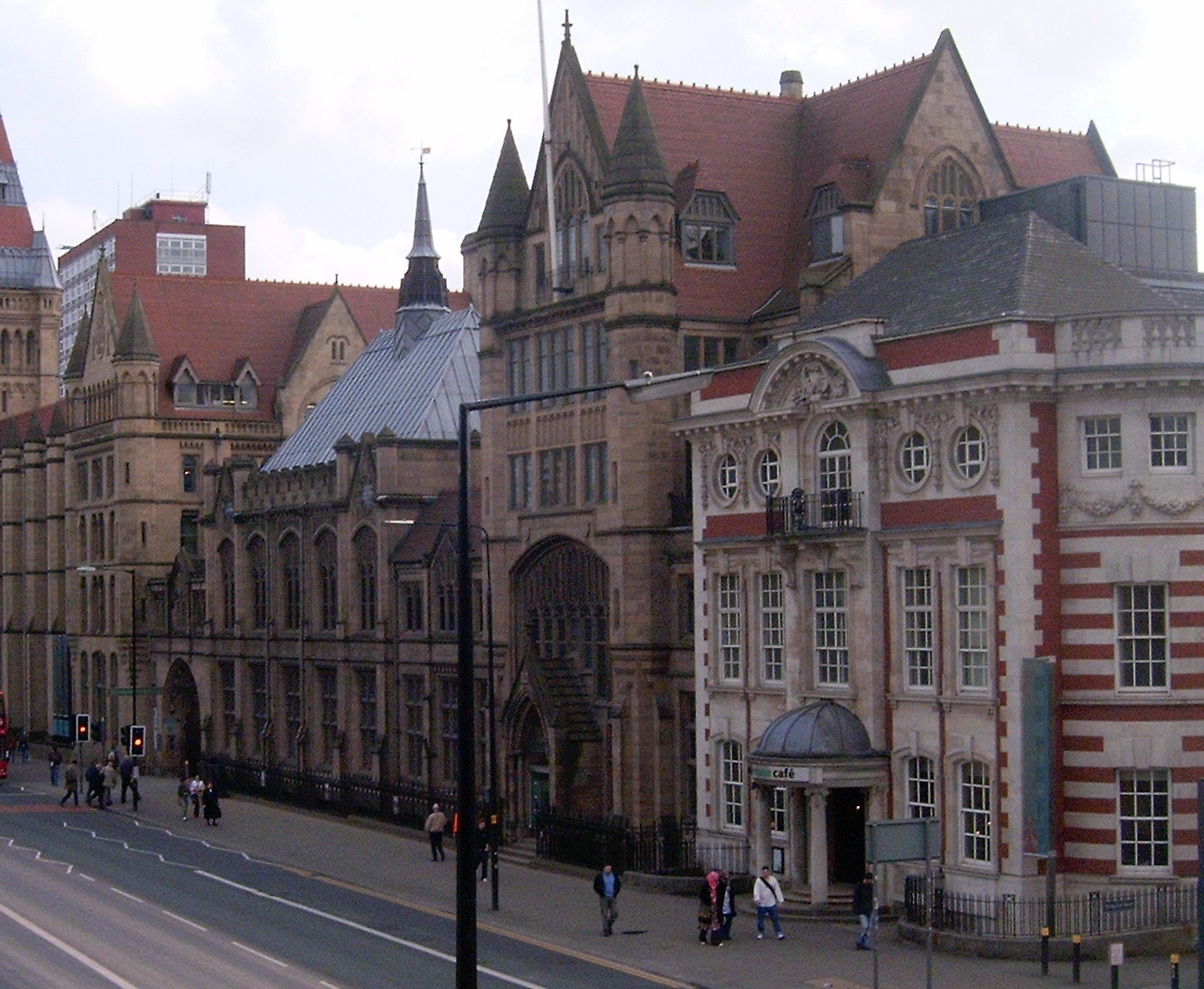
Museu de Manchester (l'edifici d'estil barroc en primer pla és l'antic Hospital Dental)

Manchester University Press fou fundada el 1904 per James Tait (com a Comitè de Publicacions de la Universitat), inicialment per publicar investigacions acadèmiques que es duien a terme a la Universitat Victòria de Manchester. L'oficina estava allotjada en una casa de Lime Grove.
Les oficines de la MUP han estat ubicades, a partir del 1951, a Grove House, Oxford Road, després a l'antic Hospital Dental Universitari de Manchester i, avui en dia, a l'Escola de Medicina de Manchester, a Coupland Street.